# Reisa
69°46′50″N 21°00′50″Ø / 69.78056°N 21.01389°Ø
Reisaelva (nordsamisk: Ráiseatnu) er en elv i Nordreisa kommune i Troms og Finnmark fylke i Norge. Den har udspring fra søen Ráisjávri og løber derfra omkring 120 km i nordvestlig retning til udmundingen i Reisafjorden ved kommunecenteret Storslett. Den har et afvandingsområde på 2.705 km², og middelvandføringen ved udløbet er 2638,01 mill. m³/år, eller 83,6 m³/s. Reisavassdraget er varigt beskyttet mod kraftudbygning i Verneplan III for vassdrag. 
Navnet kommer af det norrøne verbe rísa, som betyder «stige», antagelig fordi elven stiger kraftigt eller brat.

## Geografi
Elvens øverste løb ligger i Reisa nationalpark. Fra Ráisjávri (444 moh.) løber floden først mod vest gennem et typisk viddelandskab. Ved Ráisvuopmi skærer den  sig ned i en trang kløft. Den løber sammen med Njállajohka fra syd, og drejer mod nordvest og derefter nord. Elva skærer sig stadig dybere ned i den omkringliggende vidde, og danner den imponerende Imofossen. 
Reisaelva drejer nu igen mod nordvest, og her begynder den egentlige Reisadalen. Elven passerer den 269 meter høje Mollisfossen, Troms fylkes højeste, som falder ned i dalen fra øst. I denne midterste del veksler elven mellem svagt skrånende, langstrakte strygpartier og bredere, sølignende udvidelser. Dalen er her ubeboet, og landskabet stort set helt uberørt. 
Nedenfor Bilto er dalen bredere, og elven bliver roligere og bredere. Der ligger store landbrugsområder langs floden, specielt på de sidste godt 10 kilometer  før udløbet. Der drives også udstrakt skovdrift i denne del af dalen. Elven munder ud i Reisafjorden rundt 2 km nord for Storslett.
Reisautløbet naturreservat blev oprettet i 1995 og blev ramsarområde i 2011.

## Brug
Reisaelven er en af landets bedste lakseelve. Den er også populær for ture med kano og elvbåd. 
Europavej 6 krydser floden  ved Storslett, og Riksvei 865 går langs den  fra Storslett til Saraelv. 
Gennem Verneplan III for flodsystemer blev elvsystemet varigt beskyttet mod fremtidig udbygning med kraftværker og beskyttelsen er senere styrket gennem etableringen af Reisa nationalpark. Før fredningerne  var der dog gennemført en del mindre indgreb i vassdraget. I Kildalselva, en biflod som munder ud nær Storslett, blev Kildalen kraftværk bygget i slutningen af 1950'erne, og i 1960'erne  blev den øvre del af Mollešjohka overført til Ábojohka i Kvænangen i forbindelse med udbygningen af Kvænangsbotn kraftverk, hvilket reducerede  vandføringen i Mollisfossen med omkring 15 %.

## Bifloder
Reisaelva har en lang række bifloder, hvoraf de største er:
- Njállajohka
- Geatkejohka
- Avvejohka
- Mollešjohka
- Giebajohka
- Saraelva (Čárajohka)
- Buntaelva (Buntajohka)
- Røyelelva
- Kildalselva